# Polygala papilionacea
Polygala papilionacea är en jungfrulinsväxtart som beskrevs av Pierre Edmond Boissier. Polygala papilionacea ingår i släktet jungfrulinssläktet, och familjen jungfrulinsväxter. Inga underarter finns listade i Catalogue of Life.